# Émeraude de Ricord
Riccordia ricordii
Pour les articles homonymes, voir Ricord.
Espèce
Répartition géographique
Statut de conservation UICN

 LC  : Préoccupation mineure
Statut CITES
L'Émeraude de Ricord (Riccordia ricordii, anciennement Chlorostilbon ricordii) est une espèce d’oiseaux de la famille des Trochilidae.
Son nom est attribué au chirurgien et naturaliste Jean Baptiste Alexandre André Esprit Ricord (1792-1876).

## Description

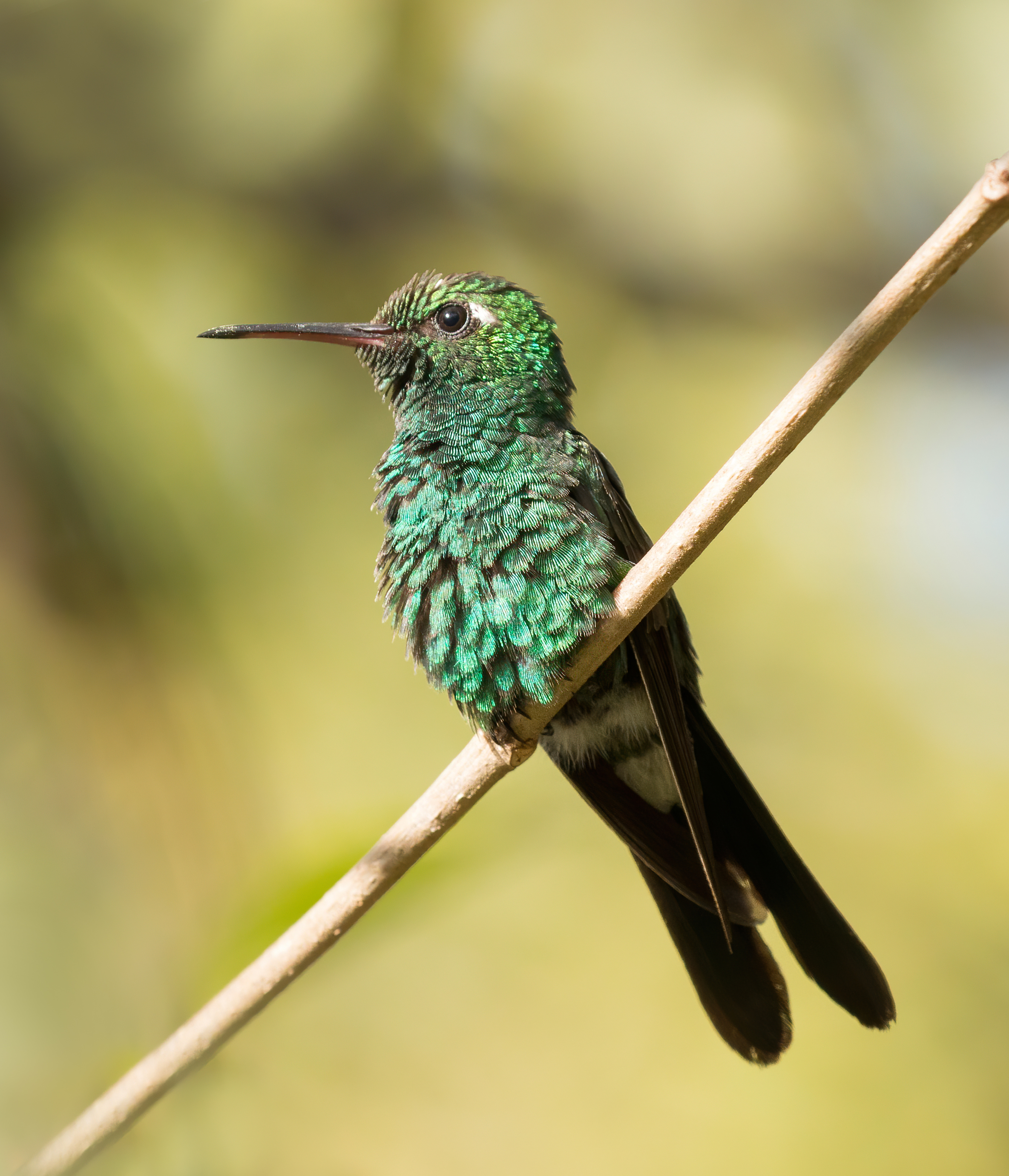
Une émeraude de Ricord à Cuba.

Cet oiseau mesure 10,5 à 11,5 cm pour le mâle et 9,5 à 10,5 cm pour la femelle. Sa masse est comprise entre 3,4 et 5 g.

## Répartition
Son aire de répartition comprend les Bahamas, Cuba et les Îles Turques-et-Caïques. Il peut arriver de la rencontrer aux États-Unis.

## Habitat
Les habitats de cette espèce sont les forêts tropicales et subtropicales humides de basses altitudes et de montagne, les prairies de hautes altitudes mais aussi les anciennes forêts fortement dégradées.

## Alimentation
L'espèce consomme le nectar des fleurs d'arbustes et d'arbres.

### Sources
- del Hoyo J., Elliott A. & Sargatal J. (1999) Handbook of the Birds of the World, Volume 5, Barn-owls to Hummingbirds. BirdLife International, Lynx Edicions, Barcelona, 759 p.